# Pola (cruzador)
O Pola foi um cruzador pesado operado pela Marinha Real Italiana e a quarta e última embarcação da Classe Zara, depois do Zara, Fiume e Gorizia. Sua construção começou em março de 1931 na O.T.O. Cantieri di Livorno e foi lançado ao mar em dezembro do mesmo ano, sendo comissionado na frota italiana em dezembro de 1932. Era armado com uma bateria principal composta por oito canhões de 203 milímetros montados em quatro torres de artilharia duplas, tinha um deslocamento de catorze mil toneladas e conseguia alcançar uma velocidade máxima de 32 nós.
O cruzador teve um início de carreira relativamente tranquilo e com poucos incidentes. Suas ações no período pré-guerra consistiram principalmente de exercícios de treinamento com o resto da frota e revistas oficiais, também ocasionalmente sendo inspecionado por dignitários estrangeiros. A embarcação participou em março de 1939 da intervenção italiana na Guerra Civil Espanhola, quando interceptou uma esquadra de navios da facção republicana tentando chegar no Mar Negro. No mês seguinte, o Pola e seus irmãos deram suporte para a invasão italiana da Albânia.
Na Segunda Guerra Mundial, o navio participou de operações de escolta de comboios para o Norte da África, também tendo lutado na nas batalhas de Calábria em julho de 1940, Tarento e Cabo Spartivento em novembro de 1940 e Cabo Matapão em março de 1941. Nesta última, o Pola foi torpedeado e imobilizado, assim seus irmãos Zara e Fiume foram enviados para socorrê-lo. Entretanto, os três foram detectados e emboscados por uma força de couraçados britânicos na madrugada de 29 de março, sendo rapidamente afundados. Uma boa parte da tripulação foi morta.

## Características

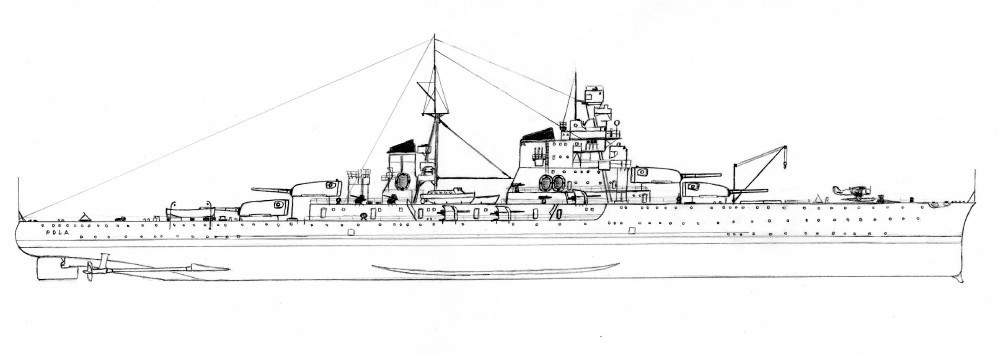
Desenho lateral do Pola

O Pola tinha 182,8 metros de comprimento de fora a fora, uma boca de 20,62 metros e um calado de 7,2 metros. Seu deslocamento carregado era de 14,1 mil toneladas, porém seu deslocamento padrão estava nominalmente dentro do limite de dez mil toneladas do Tratado Naval de Washington. Seu sistema de propulsão era composto por duas turbinas a vapor Parsons alimentadas por oito caldeiras Thornycroft. Seus motores podiam produzir 96,5 mil cavalos-vapor (71 mil quilowatts) de potência, o suficiente para alcançar uma velocidade máxima de 32 nós (59 quilômetros por hora). Ele podia carregar até 2,4 mil toneladas de óleo combustível, o que proporcionava uma autonomia de 5 360 milhas náuticas (9 930 quilômetros) a dezesseis nós (trinta quilômetros por hora). Sua tripulação era formada por 841 oficiais e marinheiros.
A bateria principal era composta por oito canhões Ansaldo Modelo 1929 calibre 53 de 203 milímetros montados em quatro torres de artilharia duplas, duas instaladas na frente da superestrutura e as outras duas atrás, em ambos os casos com uma torre sobreposta a outra. Sua bateria secundária e antiaérea tinha dezesseis canhões O.T.O. Modelo 1929 calibre 47 de 100 milímetros em montagens duplas, quatro canhões Vickers-Terni calibre 39 de 40 milímetros em montagens individuais e oito metralhadoras Breda Modelo 1931 de 13,2 milímetros em montagens duplas. O cinturão principal tinha 150 milímetros de espessura à meia-nau, sendo fechado nas extremidades por anteparas de 90 a 120 milímetros. O convés blindado principal era protegido por placas de setenta milímetros de espessura, sendo complementado por um convés blindado secundário que ficava acima do principal e tinha vinte milímetros. As torres de artilharia tinham placas de 150 milímetros na frente, enquanto as barbetas tinham exatamente a mesma espessura. A torre de comando tinha placas laterais de 150 milímetros e um teto de oitenta milímetros.

## História

### Tempos de paz

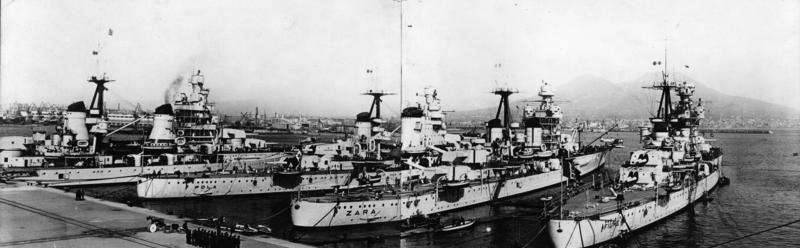
O Gorizia, Pola, Zara e Fiume em Nápoles em 1938

O batimento de quilha do Pola ocorreu 17 de março de 1931 na O.T.O. Cantieri di Livorno e foi lançado ao mar em 5 de dezembro do mesmo ano. Ele foi construído com uma superestrutura maior para acomodar a equipe de um almirante, pois serviria de capitânia da frota. O processo de equipagem durou um ano e o cruzador foi comissionado na frota italiana em 21 de dezembro de 1932. O Pola participou de uma revista da frota entre 6 e 7 de julho de 1933 no Golfo de Nápoles em homenagem ao ditador Benito Mussolini, que chegou a visitar o navio. A embarcação recebeu formalmente sua bandeira de guerra em 29 de julho de 1934 durante uma cerimônia realizada em sua cidade homônima. Ele partiu de Gaeta em 3 de setembro de 1936 e foi para a Espanha, iniciando uma patrulha de não-intervenção durante a Guerra Civil Espanhola. Ele ficou atracado em Palma de Maiorca de 10 de setembro até 3 de outubro com o objetivo de proteger interesses italianos, retornando para Gaeta no dia seguinte.
O Pola transportou Mussolini para uma rápida viagem para a Líbia de 10 a 12 de março de 1937. O navio participou de outra revista naval no Golfo de Nápoles em 7 de junho, desta vez em homenagem ao general-marechal de campo alemão Werner von Blomberg. Mais uma revista naval foi realizada em 5 de maio de 1938 em homenagem ao ditador alemão Adolf Hitler. Os quatro cruzadores da Classe Zara partiram de Tarento em 7 de março de 1939 para interceptarem uma esquadra de embarcações da facção republicana da Guerra Civil Espanhola, formada por três cruzadores e oito contratorpedeiros, que estavam tentando chegar no Mar Negro. Os navios italianos receberam ordens de não abrir fogo, mas de tentar impedir o progresso das embarcações espanholas e forçá-las a atracarem em Augusta, na Sicília. O comandante espanhol se recusou e seguiu para Bizerta, na Tunísia, onde foram internados. Um mês depois, de 7 a 9 de abril, o Pola de suporte de artilharia durante a invasão italiana da Albânia.

### Segunda Guerra

#### Primeiras ações
A Itália entrou na Segunda Guerra Mundial em 10 de junho de 1940. O Pola foi designado para a 2ª Esquadra como a capitânia do almirante de esquadra Riccardo Paladini; a esquadra também incluía os dois cruzadores pesados da Classe Trento na 2ª Divisão, três cruzadores rápidos na 7ª Divisão e dezessete contratorpedeiros. A primeira operação do navio foi dar cobertura para um grupo de lança-minas entre 10 e 11 de junho. As embarcações reabasteceram em Messina e partiram no dia 12, tendo a companhia do resto da 2ª Esquadra e a 1ª Esquadra. Os navios navegaram em resposta a ataques britânicos contra posições italianas na Líbia. A 2ª Esquadra escoltou um comboio para a Campanha Norte-Africana em 6 de julho, porém no dia seguinte o reconhecimento italiano relatou que uma esquadra de cruzadores britânicos tinham chegado em Malta. O alto-comando italiano assim ordenou que vários cruzadores e contratorpedeiros da 1ª Esquadra se juntassem ao comboio. Os couraçados Conte di Cavour e Giulio Cesare proporcionaram cobertura distante. Os navios brevemente enfrentaram a Frota do Mediterrâneo britânica em 9 de julho na inconclusiva Batalha da Calábria. O Pola enfrentou os cruzadores britânicos durante o confronto, porém os dois lados não conseguiram acertar seus alvos. O navio, mais o Trento e o Gorizia, escoltou um comboio para a Líbia entre 30 de julho e 1º de agosto. Ele participou de exercícios de artilharia em 16 de agosto e no final do mês foi transferido de Nápoles para Tarento.
A frota italiana fez uma varredura no final de setembro em busca de um comboio britânico de Alexandria para Malta, porém não conseguiram encontra navios inimigos. Mussolini visitou o Pola em Tarento no dia 1º de novembro. Ele esteve presente no porto na noite de 11 para 12 de novembro quando os britânicos realizaram um grande ataque aéreo, porém não foi atingido. A embarcação foi para Nápoles com o resto da frota no dia seguinte. Outra tentativa de interceptar um comboio britânico no final de novembro resultou na Batalha do Cabo Spartivento. Os italianos deixaram o porto em 26 de novembro e no caminho o Pola e o couraçado Vittorio Veneto foram atacados por torpedeiros Fairey Swordfish do porta-aviões HMS Ark Royal, porém ambos conseguiram desviar dos torpedos. As duas frotas então se enfrentaram durante uma hora. O cruzador pesado britânico HMS Berwick foi atingido por dois projéteis de 203 milímetros, com um ou os dois podendo terem vindo do Pola, ou de seu irmão Fiume. Reconhecimento aéreo ruim levou o almirante de esquadra Inigo Campioni, comandante da frota italiana, encerrar o confronto por acreditar que estava enfrentando uma força superior.
A frota italiana foi reorganizada em 9 de dezembro e o Pola foi transferido para a 3ª Divisão junto com os cruzadores da Classe Trento. Um ataque aéreo contra Nápoles no dia 14 danificou o navio. Ele foi atingido por duas bombas a meia-nau a bombordo, que danificaram três caldeiras e causaram inundações e um adernamento. A embarcação entrou em uma doca seca para reparos em 16 de dezembro e os trabalhos duraram até 7 de fevereiro de 1941. O Pola voltou para Tarento  em 13 de fevereiro, juntando-se ao Zara e ao Fiume na 1ª Divisão e realizando treinamentos entre os dias 11 e 17 de março. Treinamento para operações noturnas ocorreu em 23 e 24 de março.

#### Cabo Matapão

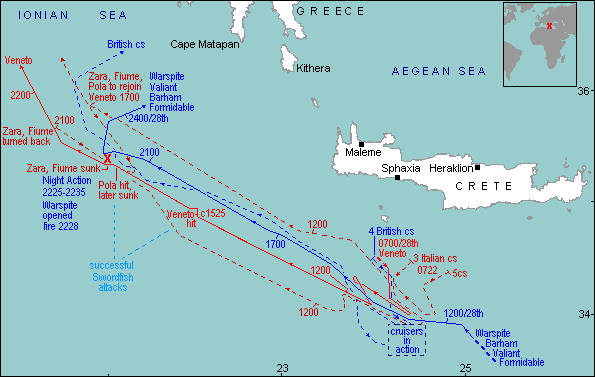
Mapa dos movimentos italianos e britânicos na Batalha do Cabo Matapão

A frota italiana fez outra tentativa de interceptar um comboio britânico ao sul de Creta no final março. A operação resultou na Batalha do Cabo Matapão, travada entre 27 e 29 de março. O Pola e o resto da 1ª Divisão ficaram do lado oposto ao combate durante a maior parte dos confrontos travados durante o dia, assim não entraram em ação durante essa fase inicial. OVittorio Veneto foi torpedeado por um torpedeiro do porta-aviões HMS Formidable e a 1ª Divisão permaneceu a bombordo da frota italiana para protegê-la de outro possível ataque. Um segundo ataque aéreo britânico mais tarde no dia 28 não encontrou o Vittorio Veneto, assim eles atacaram os cruzadores. Na confusão, o Pola quase colidiu com o Fiume e foi forçado a parar, impedindo-o de tomar ações evasivas, sendo acertado por um torpedo a meia-nau estibordo. Os danos inundaram três compartimentos e inutilizaram cinco caldeiras e a linha de vapor que alimentava as turbinas, deixando o cruzador imobilizado e incapaz de usar seus canhões principais.
O almirante de esquadra Angelo Iachino, o comandante da frota italiana, só ficou sabendo da situação do Pola às 20h10min, destacando o Zara, o Fiume e quatro contratorpedeiros para protegê-lo. O cruzador rápido britânico HMS Orion detectou o Pola em seu radar por volta do mesmo momento, relatando sua localização. A frota britânica, centrada nos couraçados HMS Warspite, HMS Barham e HMS Valiant, estava nesse instante a cinquenta milhas náuticas (93 quilômetros) de distância. As embarcações britânicas aproximaram-se usando o radar; o Pola, às 22h10min, estava a seis milhas náuticas (onze quilômetros) do Valiant. Olheiros no cruzador avistaram formas se aproximando que deduziram ser navios amigos, assim dispararam um sinalizador para guiá-los. Na realidade, as embarcações italianas estavam se aproximando pelo lado oposto. Vinte minutos depois, os britânicos iluminaram o Zara e depois do Fiume com holofotes, abrindo fogo imediatamente. O Zara, Fiume e dois contratorpedeiros foram obliterados em um confronto a curta distância.
O Pola foi inicialmente deixado sozinho durante a ação e o capitão Manlio De Pisa, seu oficial comandante, presumiu que o cruzador seria o próximo alvo, assim ordenou que a tripulação abrisse válvulas de água e abandonasse o navio. O contratorpedeiro HMS Havock descobriu o Pola às 0h10min do dia 29, ainda sem energia e escondido pela escuridão. Uma flotilha de contratorpedeiros britânicos correu para o local e no caminho resgataram sobreviventes do Zara e Fiume, juntando-se então ao Havock. Uma equipe de embarque preparou-se para tomar o navio, porém eles logo descobriram que a maior parte da tripulação já tinha pulado na água, com os restantes tendo se amontado no castelo da proa e prontos para se render. O HMS Jervis resgatou 22 oficiais e 236 marinheiros. O HMS Nubian então torpedeou o Pola enquanto o Jervis o iluminava com holofotes. Os depósitos de munição explodiram e ele afundou às 4h03min. Houve 328 mortos. O cruzador foi formalmente removido do registro naval em 18 de outubro de 1946.